# David Trimble
William David Trimble, Baron Trimble, PC (n. 15 octombrie 1944, Belfast, Irlanda de Nord, Regatul Unit – d. 25 iulie 2022, Belfast, Irlanda de Nord, Regatul Unit) a fost un politician din Irlanda de Nord. A fost liderul Partidului Unionist Ulster (UUP; 1995–2005), primul prim-ministru al Irlandei de Nord (1998–2002) și membru al Camerei Comunelor (1990–2005). Din 2006 a fost membru al Camerei Lorzilor, din 2007 a fost membru al Partidului Conservator.
Trimble a primit Premiul Nobel pentru Pace în 1998, împreună cu John Hume, pentru eforturile depuse în vederea realizării Acordului de la Belfast.